# Алавітська держава
Алавітська держава (араб. العلويين, фр. Alaouites) — підмандатна територія Франції на прибережних територіх теперішньої Сирії. Існувала у 1923—1936 роках (у 1930—1936 роках — під назвою Санджак Латакія). Була переважно населена алавітами.

## Історія

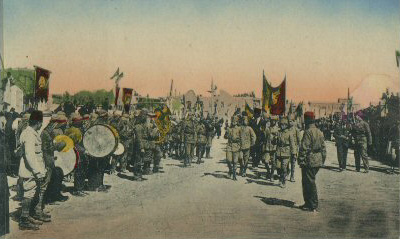
Військовий парад на честь незалежності Алавітської держави восьмого березня.

Після розпаду Османської імперії Франція зайняла Сирію у 1918, і отримала алавітську територію як мандат від Ліги Націй 2 вересня 1920. Спочатку це була автономна територія під французьким правлінням, але 1 липня 1922 її було приєднано до французької Сирії.
29 вересня 1923 у Латакії проголошено акт про незалежність і 1 січня 1925 перейменовано у Алавітську державу.
22 вересня 1930 перейменовано у Санджак Латакія.
5 грудня 1936 було приєднано до Сирії

## Населення
| Французький перепис 1921–22 |             |          |
| Релігія                     | Чисельність | Відсоток |
| Суніти                      | 60 000      | 23 %     |
| Алавіти                     | 153 000     | 58,6 %   |
| Ісмаїліти                   | 3 000       | 1,1 %    |
| Християни                   | 42 000      | 16 %     |
| Разом                       | 261 000     | 100 %    |